# Râul Brătășanul
Râul Brătășanul este un afluent al răului Vedea din România.